# 普通話
普通話（ふつうわ、簡体字: 普通话; 拼音: Pǔtōnghuà、プートンホワ）は、中華人民共和国において公用語として定められた中国語（標準中国語）。

## 概要
普通話の「普通」は中国語で「普遍的に通じる」という意味であり、日本語の「普通」とほぼ同じ意味を持っている。中国国内では、漢民族以外の少数民族にも普通話の習得が強制的に求められている。外国から見た場合、「中国語」とは通常この普通話のことを指し、外国人向けの中国語教育でも普通話を中心に教材が編纂されている。
他国の標準語とは異なり、普通話は首都である北京の北京語を基にしたものでは無く、中国北方にある灤平県の方言に基づいて改造されていた。灤平県の方言は中国政府によって全国に広められ、この基準に従って書かれた書籍も徐々に出版され、最終的に現代中国の公用語となった。
1950年代から1960年代にかけて、中国政府は何度も普通話の文法を修正し、従来の難解な繁体字を廃止して、欧米や英語に近い簡体字やピンインを導入した。こうして、現代社会に適した標準語がようやく完成した。その結果、整備された普通話は「中国の唯一の標準語」としての地位を確立し、厳格に法律で保護されている。
2015年時点で、中国国民の約73%が普通話を使用できると報告され、2000年の53%から大幅に増加した。2017年には都市部での普及率が90%を超えた一方、農村部では約40%にとどまった。2020年時点では、普及率は全国で80.72%、極貧地域で61.56%に達した。

## 規定

### 文法
普通話の文法は古代中国語、つまり日本でいうところの「漢文」に基づいて作られている。しかし、すべての漢文を取り入れたわけではなく、その中でも「白話文」という文法を中心に発展してきた。 
白話文とは、7〜10世紀の唐王朝の時代に「漢詩」の用語として生まれ、10〜13世紀の宋王朝では「宋詞」に、13〜14世紀の元王朝では「元曲」にも取り入れられた文法システムである。中国の文人たちは、読者にとって理解しやすいように、作品に使う言葉をできるだけ簡略化させて、明確にする方向へと進化させていた。この進化は約700年の時間をかけ、14世紀の明王朝の時代には、やっと現代の中国人でも容易に理解できる「小説」が登場していた。その結果、白話文の使用頻度は、複雑で大量の注釈が必要な古代漢文を瞬く間に超えた。
17世紀の清王朝の時代に入ると、白話文と古代漢文が融合し、百姓が話す「口語」と、古代漢文の美しさを取り入れた「文語」の2つの言語体系に分かれるようになった。 20世紀に入り、清王朝の滅亡とともに中華民国が成立した。1910年以降、中国人は「西洋諸国」と「明治維新を遂げた日本」の言語政策を学び、漢文を完全に放棄し、「言文一致」を推進するために白話文運動・言文一致運動・新文化運動の3つの運動を展開した。その結果、「白話文中の口語を中国共通の標準語とすること」が決まり、現代の普通話はこのときに確立された文法を基盤とし、西洋、特に英語の文法も参考にして標準文法の規則が作られていた。

### 発音
日本の教科書やメディアでは「普通話＝北京語」というイメージが強いが、実際には、普通話は中国河北省の灤平県の方言を基づいて創られた。その発音も灤平県にもっとも近く、現在の北京市民が話している発音とは少し異なる。 
清王朝の時代、官吏たちが同じ言葉を話せるようにするため、全国的に統一された「北京官話」が作られた。その後、清国が倒れ中華民国が成立すると、「五四運動」や「国語運動」などを通じて、北京官話や北京市民が話していた言葉をもとにした「京音」が中華民国の標準語になっていた。 この「京音」は中華人民共和国、つまり現代の中国ではほぼ消え、共産党政府が定めた「普通話」が中国全土の標準語となっている。
一方、台湾では「京音」が今でも標準語として受け継がれ、「中華民国国語」という名称で使われている。「台湾の中華民国国語」と「中国の普通話」は共通点もあるが、繁体字や注音符号、一部の発音などで大きな違いがある。台湾が民主化して以降、台湾政府は台湾島の文化や習慣に合わせて中華民国国語を改良させ、より台湾人に適した「台湾国語」を作り上げていた。これにより、台湾国語と中国の普通話はさらに異なるものとなりつつある。

### 語彙
普通話は河北省の方言を標準語としているため、厳密には北京語では無いが、中国全土で見ると、やはり北京の語彙にもっとも近い。また、灤平県の方言は発音や語順が北京語よりもはるかに簡単で明瞭だったため、北京の官僚や学者たちは抵抗なく普通話を受け入れていた。
この簡単さから、普通話はすぐに北京や河北省の範囲を超え、中国の東北・華北・西北・西南・江淮など、漢民族が住んでいる地域に急速に広まった。 この広がりの中で、中国北方の言い回しがすべて採用されたわけではなく、中国南方でより優雅な言語表現がある場合は、それも取り入れられていた。こうして、現代風の普通話が完成していった。

## 歴史

### 前史
中国の歴代王朝においては、古くから政治的に何らかの共通語が設けられていたと考えられている。春秋時代、『論語』には孔子が『詩経』や『書経』を読んだり、儀礼を行ったりする際に「雅言」を使ったと書かれており、これは統治階層が使っていた共通語ではないかと考えられている。漢代、揚雄が方言語彙を記録した書物『方言』には、「通語」という言葉が現れている。モンゴル族に支配された元代には「天下通語」と呼ばれる共通語があったとされる。明・清時代には官話と呼ばれる官吏の使う共通語があったことが知られており、明末に訪れた宣教師は官吏（マンダリン）の言語と呼んだ。明代から清初にかけては南京音を標準音とした南京官話であったと考えられており、満洲民族によって支配された清代になると徐々に首都北京の音を基準とした北京官話が有力になっていった。

### 国語の成立
中華民国成立と前後して、官話の名称は国語と改められた。日本に潜伏した清国維新派の王照が日本のカタカナを参考に1900年に「官話合聲字母」を発表し、それをベースに国が漢字の読みを統一する国音（標準音）の検討を通じて注音符号が採用された。国音のつづり方は激論の末、各地の発音を折衷したものとなった。新文化運動の時代には言文一致運動にあたる白話文運動が起こり、それまで古典に対する教養を前提とした統治階層の書き言葉である文言文を廃止し、一般民衆が話す言葉に根付いた書き言葉である白話文を使うことが提唱され、最終的に北京語音が国音となった。

### 普通話の成立
「普通話」という言葉を初めて使ったのは朱文熊とされる。朱文熊は1906年、『江蘇新字母』において中国語を文言・普通話・俗語に3分類した。
中華人民共和国成立後の1955年10月、共産党と人民政府は全国文字改革会議と現代漢語規範問題学術会議を招集し、そこで現代漢民族の共通語の名称「普通話」とその内容が確定された。これを受けて教育部は11月、「中学・小学および各級師範学校において大いに普通話を推し広めることに関する指示」を発表した。翌1956年、国務院が「普通話を推し広めることに関する指示」を頒布して、普通話の名称と内容を法律として定め、同年5月、「各省（市）教育庁（局）において普通話推広処（科）を設立することに関する通知」を発表した。1957年には教育部が「継続して普通話を推し広めることに関する指示」を発表し、1960年には中国人民解放軍総政治部が「全軍において拼音字母を学び普通話を推し広めることに関する指示」を発表し、教育機関や軍隊において普通話を使うことが推奨された。

### 普通話政策の推進
その後、文化大革命により普通話政策は一旦頓挫するが、文化大革命終結後再開され、1982年11月には第5期全国人民代表大会第5次会議を通過した中華人民共和国憲法第19条に「国家は全国で通用する普通話を推し広める」ことが規定され、普通話の公用語としての地位が確立された。

## 音韻体系
普通話の音韻体系では、21の子音と10の母音が音素として立てられている。中国語の音節構造は（子音C） + （母音M） + 母音V + （子音C/母音V） / 声調T、すなわち(C)(M)V(C/V)/T である。伝統的な音韻学では、先頭部分のCを声母、M以下の部分を韻母に2分し、それに声調を加えて分析している。普通話では21の声母と39の韻母があり、声調では4種の調類がある。
普通話の音節には入声が存在せず、日本語において「っ」で表す促音に相当する発音がない。
中国語は主として漢字で表記するが、音素を表記するために拼音と呼ばれるローマ字が使われる。これに声調記号を組み合わせることで発音を表現する。

### 声母
声母とは中国語の音節構造上、頭子音にあたるものをいう。普通話では21の声母が設けられている。この他に頭子音として半母音の[w, j, ɥ]が存在し、wとyで表記されるが、伝統的にこれらは韻母に分類される。
|            |            | 唇     | 歯茎    | 反り舌   | 歯茎硬口蓋 | 軟口蓋 |
| ---------- | ---------- | ------ | ------- | -------- | ---------- | ------ |
| 破裂音     | 無声無気音 | b [p]  | d [t]   |          |            | g [k]  |
| 破裂音     | 無声有気音 | p [pʰ] | t [tʰ]  |          |            | k [kʰ] |
| 鼻音       | 鼻音       | m [m]  | n [n]   |          |            |        |
| 破擦音     | 無声無気音 |        | z [t͡s]  | zh [ʈ͡ʂ]  | j [t͡ɕ]2    |        |
| 破擦音     | 無声有気音 |        | c [t͡sʰ] | ch [ʈ͡ʂʰ] | q [t͡ɕʰ]2   |        |
| 摩擦音     | 摩擦音     | f [f]  | s [s]   | sh [ʂ]   | x [ɕ]2     | h [x]  |
| 側面接近音 | 側面接近音 |        | l [l]   | r [ɻ~ʐ]1 |            |        |

| 声母の順序は、 | b p m f | d t n l | g k h | j q x | zh ch sh r | z c s | である。 |

漢字に添えてその発音を示すときは、綴りを短くするため、zh, ch, sh をẑ, ĉ, ŝと省略することができることになっているが、現実の使用例はほとんどない。
1 r を有声そり舌摩擦音 [ʐ] と分析することもあるが、無声・有声の対立が他に無いこと、および実際の発音で摩擦が必須ではないことから、そり舌接近音 [ɻ] と見なしている。

2 j, q, x ([t͡ɕ, t͡ɕʰ, ɕ]) の三者は独立の音素ではなく、z, c, s ([t͡s, t͡sʰ, s])、zh, ch, sh ([ʈ͡ʂ, ʈ͡ʂʰ, ʂ])、g, k, h ([k, kʰ, x]) のいずれかの三者の異音と見なされる。一般には、g, k, h の異音と見なすのが好まれる。この組が b, p, f および d, t, l の各組と並列になるためである。普通話の点字はそのようになっており、拼音の j, q, x の点字はそれぞれ g, k, h の点字と同じである。

### 韻母
韻母とは、中国語の音節構造上、頭子音を除いた残りの部分をいう。介音（韻頭）、主母音（韻腹）、韻尾からなる。介音は半母音の /-i-/, /-u-/, /-y-/ のいずれかであり、韻尾は半母音の /-i/, /-u/ および鼻音の /-n/, /-ŋ/ のいずれかである。普通話の韻母の重要な特徴は、主母音の /a/ と /ə/ の対立である。
| 主母音 | 韻尾 | 介音        | 介音       | 介音                  | 介音       |
| 主母音 | 韻尾 | Ø           | /i/        | /u/                   | /y/        |
| /a/    | Ø    | [a] a       | [ia] ya    | [ua] wa               |            |
| /a/    | /i/  | [ai] ai     |            | [uai] wai             |            |
| /a/    | /u/  | [au] ao     | [iau] yao  |                       |            |
| /a/    | /n/  | [an] an     | [iɛn] yan  | [uan] wan             | [yɛn] yuan |
| /a/    | /ŋ/  | [aŋ] ang    | [iaŋ] yang | [uaŋ] wang            |            |
| /ə/    | Ø    | [ɤ] e       | [ie] ye    | [uo] wo 1             | [ye] yue   |
| /ə/    | /i/  | [ei] ei     |            | [uei] wei             |            |
| /ə/    | /u/  | [ou] ou     | [iou] you  |                       |            |
| /ə/    | /n/  | [ən] en     | [in] yin   | [uən] wen             | [yn] yun   |
| /ə/    | /ŋ/  | [əŋ] eng    | [iŋ] ying  | [uəŋ, ʊŋ] weng, ong 2 | [iʊŋ] yong |
| Ø      | Ø    | [ʐ̩], [z̩] -i | [i] yi     | [u] wu                | [y] yu     |

1 拼音では b, p, m, f のあとに o を用いるが、これは他の声母のあとの uo と同じである。

2 /uəŋ/ は声母があると [ʊŋ] に変わり、拼音も weng から -ong になる。
r化した韻母を以下に示す。
| 主母音 | 韻尾 (r化) | 介音       | 介音   | 介音     | 介音  |
| 主母音 | 韻尾 (r化) | Ø          | /i/    | /u/      | /y/   |
| /a/    | Ø          | [aɚ]       | [iaɚ]  | [uaɚ]    |       |
| /a/    | /i/        | [aɚ]       |        | [uaɚ]    |       |
| /a/    | /u/        | [au˞]      | [iau˞] |          |       |
| /a/    | /n/        | [aɚ]       | [iɐɚ]  | [uaɚ]    | [yɐɚ] |
| /a/    | /ŋ/        | [ãɚ̃]       | [iãɚ̃]  | [uãɚ̃]    |       |
| /ə/    | Ø          | [ɤ˞]       | [iɚ]   | [uo˞]    | [yɚ]  |
| /ə/    | /i/        | [ɚ]        |        | [uɚ]     |       |
| /ə/    | /u/        | [ou˞]      | [iou˞] |          |       |
| /ə/    | /n/        | [ɚ]        | [iɚ]   | [uɚ]     | [yɚ]  |
| /ə/    | /ŋ/        | [ɚ̃]        | [iɚ̃]   | [uɚ̃, ʊ̃˞] | [iʊ̃˞] |
| Ø      | Ø          | [ʐɚ], [zɚ] | [iɚ]   | [u˞]     | [yɚ]  |

r化は /-i/ および /-n/ を単に削除し、/-ŋ/ を削除して主母音を鼻母音化する。
以下に伝統的な分析を示す。普通話の韻母の種類には単母音で構成される単韻母、二重母音・三重母音で構成される複韻母、音節末子音が鼻音で構成される鼻韻母がある。いくつかの方言に見られる閉鎖音韻母（入声）は普通話には存在しない。複韻母についてa, e, o から始まる下降二重母音の韻母を前響複韻母、i, u, ü から始まる上昇二重母音の韻母を後響複韻母、三重母音の韻母を中響複韻母という。韻母は発音開始時の口の開き方から四呼の4種に分類される。
|          | 開口呼      | 斉歯呼     | 合口呼     | 撮口呼     |
| -------- | ----------- | ---------- | ---------- | ---------- |
| 開韻尾   | a [a]       | ia [ia]    | ua [ua]    |            |
| 開韻尾   | e [ɤ]       | ie [ie]    | uo [uo]    | üe4 [ye]   |
| 開韻尾   | -i [ʐ̩], [z̩] | i [i]      | u [u]      | ü4 [y]     |
| 母音韻尾 | ai [ai]     |            | uai [uai]  |            |
| 母音韻尾 | ei [ei]     |            | uei3 [uei] |            |
| 母音韻尾 | ao [au]     | iao [iau]  |            |            |
| 母音韻尾 | ou [ou]     | iou3 [iou] |            |            |
| 母音韻尾 | er [aɚ]     |            |            |            |
| 鼻音韻尾 | an [an]     | ian [iɛn]  | uan [uan]  | üan4 [yɛn] |
| 鼻音韻尾 | en [ən]     | in [in]    | uen3 [uən] | ün4 [yn]   |
| 鼻音韻尾 | ang [aŋ]    | iang [iaŋ] | uang [uaŋ] |            |
| 鼻音韻尾 | eng [əŋ]    | ing [iŋ]   | ueng [uəŋ] |            |
| 鼻音韻尾 | ong [ʊŋ]    | iong [iʊŋ] |            |            |

3 声母と結合する場合は、主母音を省略して、uei → ui, iou → iu, uen → un と表記する。

4 ü は、j, q, x の後では u と表記する。
通常全ての母音は口母音で発音されるが、[ŋ] で終わる音節の母音は、儿化しなくても鼻母音で発音されることが多い。
韻母はさらに韻頭・韻腹・韻尾の三つの部分に分けて分析される。韻頭は上昇二重母音の始めの音色である狭母音あるいは半母音を表し、介音と呼ばれる。韻腹は単母音あるいは二重母音・三重母音中、最も際だった音色の母音を表し、主母音と呼ばれる。韻尾は下降二重母音の終わりの音色である狭母音であるか音節末の鼻音子音を表し、尾音と呼ばれる。拼音による音声表記はこの3分法に対応している。
| 例字 | 声母 | 韻母 | 韻母   | 韻母 | 韻母 |
| 例字 | 声母 | 韻頭 | 韻腹   | 韻尾 | 韻尾 |
| 例字 | 声母 | 介音 | 主母音 | 尾音 | 尾音 |
| 例字 | 声母 | 介音 | 主母音 | 母音 | 子音 |
| 马   | m    |      | a      |      |      |
| 铁   | t    | i    | ê      |      |      |
| 宝   | b    |      | a      | o    |      |
| 根   | g    |      | e      |      | n    |
| 王   |      | u    | a      |      | ng   |
| 水   | sh   | u    | e      | i    |      |
| 元   |      | ü    | a      |      | n    |
| 二   |      |      | er     |      |      |

### 声調

普通話の四声

中国語は音節内の音高の違いによって意味を弁別する言語であり、この音節内の音高パターンを声調という。声調の種類のことを調類といい、普通話には陰平・陽平・上声・去声の4種の調類が設けられている。これを四声ということがある。古代中国語に平声・上声・去声・入声と呼ばれる四声があったが、北京官話では平声が二つに分かれて陰平と陽平になり、普通話策定のときに入声復活採用案は否決され、削除されて今日にいたっている。
| 調類          | 声調パターン | 声調値 | 例字 | 拼音 | 国際音声記号 |
| ------------- | ------------ | ------ | ---- | ---- | ------------ |
| 陰平（第1声） | 高平調       | 55     | 租   | zū   | [t͡su˥]       |
| 陽平（第2声） | 高昇調       | 35     | 白   | bái  | [pai˧˥]      |
| 上声（第3声） | 降昇調       | 214    | 水   | shuǐ | [ʂuei˨˩˦]    |
| 去声（第4声） | 下降調       | 51     | 句   | jù   | [t͡ɕy˥˩]      |

声調は音の高さだけでなく、音の長さにも関わっている。普通話の四声では上声が最も長く、その次に陽平、陰平、去声の順で短くなる。このため声調によって音が変化する場合があり、例えば、韻母ueiの主母音は上声でははっきりと発音されるが、他の声調ではあいまいであったり、省略されたりする。

### 連音変化
音節と音節が結合し、語や文が作られる過程の中で音の変化が起こることがある。代表的な音変化に以下のようなものがある。

#### 軽声
軽声とは、単語や文のなかで音節が本来の声調を失うことをいうが、声調が音の高さによって特徴づけられるとすれば、軽声は音の強さによって特徴づけられ、短く弱い調子で発音される。その音の高さは、その音節本来の声調とまったく無関係に、前の音節の声調によって決められる。
| 調類                 | 声調値 | 例   | 拼音   |
| -------------------- | ------ | ---- | ------ |
| 陰平（第1声） + 軽声 | 2      | 桌子 | zhuōzi |
| 陽平（第2声） + 軽声 | 3      | 牌子 | páizi  |
| 上声（第3声） + 軽声 | 4      | 椅子 | yǐzi   |
| 去声（第4声） + 軽声 | 1      | 帽子 | màozi  |

声母の無気破裂音・破擦音は軽声では有声音化しやすい。
- b[p]→[b]
- d[t]→[d]
- g[k]→[g]
- j[ʨ]→[ʥ]
- z[ʦ]→[ʣ]
- zh[ʈʂ]→[ɖʐ]

韻母の主母音は中央寄りとなり、あいまい母音化する。例えば、「爸爸」は[pa51pa51]から[pa51bə1]となる。

#### 変調
変調とは、後の音節がもつ声調との関係や文法的機能により声調が変化することをいう。
上声 + 上声
上声が連続する場合、前の上声は声調値が35、つまり陽平になる。
上声 + 上声以外
この場合、上声は低くなったまま高く成らず、声調値が211となる。これを半上と呼ぶことがある。
上声 + 軽声
これも半上211となることが多い。ただし、本来上声であった軽声の場合は陽平35で発音する場合と半上211で発音する場合の2通りがある。例えば、哪里（どこ）は陽平で発音され、姐姐は半上で発音される。
上声が三つ連続する場合
言葉の構造により、変調の状況も異なる。例えば、「冷水澡 lěngshuǐ zǎo」のような「2音節の言葉（冷水、冷たい水）+1音節の言葉（澡、シャワー）」の構造なら、最後の上声だけ本来の上声で発音し、前の上声はすべて陽平35で発音する。逆の場合なら（例えば、「母老虎 mǔ lǎohǔ」、「1音節の言葉（母、メス）+2音節の言葉（老虎、トラ）」）、二つ目の上声だけは陽平35で発音する。
上声が三つ以上連続する場合
話すときの速さによって異なる。簡単に言えば、最も早い場合、最後の上声だけ本来の上声で発音し、前の上声はすべて陽平35で発音する。
去声 + 去声
去声が連続する場合、前の去声は低くなりきらず、声調値53となる。これを半去と呼ぶことがある。
以上のような普遍的な変調の他に、特殊な語や品詞において起こる変調がある。
不 bù
「不」は通常、去声51で発音するが、去声が続く場合には陽平35で発音される。補語を表す接中辞や反復疑問文といった文法的機能を表す場合には軽声となる。
一 yī
「一」は本来、陰平55であり、単独で発音される場合や語末で発音される場合、序数を表す場合には変調しない。しかし、後ろに去声が続く場合には陽平35で発音され、去声以外の声調が続く場合には去声51で発音される。動詞を重畳するとき、間に入れられる「一」は軽声で発音される。
七 qī・八 bā
「七」「八」は次に去声が続く場合、陽平35で発音してもよいし、本来の陰平55で発音してもよい。
形容詞の重ね型
重畳で構成される形容詞の後半部分はもとの声調がなんであるかに関係なく、すべて陰平55で発音される。例えば、「好好儿的 hǎohāorde」、「漂漂亮亮 piàopiaoliāngliāng」、「暖洋洋 nuǎnyāngyāng」など。

#### r化
r化（アル化、児化）とは語が接尾辞-r（漢字では儿で表記する）を伴う場合、韻母の母音を調音する際に舌先が持ち上げられ、r音性母音となることをいう。r化に伴い従来の音節構造に変化が起こるものがある。
- 複韻母のうち、韻尾が i [ɪ]であるものは i が脱落する。
- 鼻韻母の鼻音韻尾は脱落する。ただし、韻尾がng[ŋ]であったものは母音が鼻母音として現れる。
- 単韻母のうち、iまたはüで構成される音節はそのあとに[ɚ]が加えられ、二重母音化する。これはnを脱落させたin・ünにも当てはまる。
- zi・ci・si、zhi・chi・shi・riは声母に[ɚ]が加えられた音節に変化する。
- 明代北方方言を中心に児化が現れた。これはアルタイ語からの影響でなく、北方方言自らの音韻変化である。

## 少数民族に対する強要政策
国際人権規約で少数民族が独自の言語を使う権利は「少数民族の文化や宗教、言語を「否定されない権利」」と明記して保障されているが、習近平政権は少数民族による分離・独立運動への警戒から統制と標準語教育を強めている。それにより中華民族としての意識を高め、中国共産党の一党支配をさらに強固にしようとしているとされる。
新疆ウイグル自治区
アメリカ政府は、中国政府による新疆ウイグル自治区での少数民族ウイグル族弾圧を、国際条約上の「ジェノサイド」に認定した。ウイグル族を収容している収容施設では、共産党自治区の治安部トップによる「中国標準語への矯正学習を最優先せよ」という指示のもと少数民族に対する再教育や洗脳が行われている。2017年以後、モンゴル語の授業が減り、標準中国語による教育が強化。モンゴル族向けの学校では「国語」教科書が標準語版に変わり、「道徳」と「歴史」も順次切り替えられる。住民らが「民族文化の危機」を訴え、授業のボイコットやデモなどの抗議活動が起こるが、中国公安は抗議に関わった保護者らを拘束した。
内モンゴル自治区
2017年以後、モンゴル語の授業が減り、標準中国語による教育が強化。モンゴル族向けの学校では「国語」教科書が標準語版に変わり、「道徳」と「歴史」も順次切り替えられる。住民らが「民族文化の危機」を訴え、授業のボイコットやデモなどの抗議活動が起こるが、中国公安は抗議に関わった保護者ら拘束した。2021年開催の全国人民代表大会で、一昨年に言語政策を巡って母語が失われる危機感を強めた保護者らによる抗議運動が起きた内モンゴル自治区の代表団分科会に中国共産党総書記習近平が出席し、少数民族同化政策の一環として少数民族言語から標準語への切り替えによる標準中国語の普及強化を指示した。
チベット自治区
上記、新疆ウイグル自治区と同じように習近平政権は少数民族による分離・独立運動への警戒から統制と標準語教育を強め、中国共産党の一党支配をさらに強固にしようとしているとされる。